# Liste d'élections en 1999
Chronologie des élections
- 1995
- 1996
- 1997
- 1998
- 1999
- 2000
- 2001
- 2002
- 2003

Cette liste recense les élections organisées durant l'année 1999. Elle inclut les élections législatives et présidentielles nationales dans les États souverains, ainsi que les référendums.

## Commentaires généraux
Les années 1990 ont été une période de progression de la démocratie à travers le monde, notamment en Afrique et en Europe de l'Est. En 1999, les élections du mois de février au Nigéria marquent, bien qu'entachées de fraudes, la fin de la dictature militaire. Au Niger, la chute de la dictature en avril entraîne la tenue d'élections en octobre et novembre. Et l'Indonésie, en juin, connaît ses premières élections démocratiques depuis près d'un demi-siècle, à la suite de la démission du président Soeharto. 
Ailleurs, les élections organisées cette année-là ont pour résultat une alternance au pouvoir dans quatorze États démocratiques. En Estonie (mars), une coalition principalement de droite succède à un gouvernement de coalition centriste. Au Panama (mai), la gauche perd la présidence de la République, remportée par la candidate de centre-droit Mireya Moscoso. En Autriche, les élections législatives en octobre marquent la fin de trois décennies de gouvernement dirigé par les sociaux-démocrates ; le nouveau gouvernement, du chancelier conservateur Wolfgang Schüssel, suscite inquiétude et condamnations en associant la droite et l'extrême-droite. Au Guatemala, la droite populiste arrive au pouvoir en remportant les élections législatives et présidentielle en novembre et décembre. En Macédoine, l'opposition de droite remporte la présidentielle en novembre.
À l'inverse, aux Fidji, ce sont les travaillistes (centre-gauche) qui remportent les élections législatives en mai et forment le gouvernement, succédant aux conservateurs. Il en va de même en Nouvelle-Zélande en novembre. En Slovaquie, la droite perd la présidence du pays en mai, au profit du social-libéral Rudolf Schuster. En Argentine, les sociaux-libéraux remportent les élections présidentielle et législatives en octobre. En Uruguay, l'opposition de gauche est victorieuse lors des élections législatives en octobre, mais ne parvient pas à reporter la présidentielle en novembre. En Belgique, les conservateurs chrétiens-démocrates perdent le pouvoir lors des élections législatives en mai ; le nouveau gouvernement de coalition libéral, socialiste et écologiste est dirigé par le premier ministre libéral Guy Verhofstadt.
Au Népal (mai), les communistes démocrates au pouvoir concèdent leur défaite face au parti de centre-gauche Congrès népalais. En Guinée-Bissau aussi, le centre-gauche succède à la gauche lors des législatives en novembre. Et dans le micro-État de Niue, où la vie politique ne tourne pas autour de divergences idéologiques, un changement de majorité parlementaire aux élections en mars amène au pouvoir un nouveau gouvernement.
Mais en Asie centrale post-soviétique et dans le monde arabe, les élections en 1999 n'ont toujours rien de démocratique. Au Kazakhstan (janvier et octobre), en Syrie (février), au Yémen (septembre), en Égypte (septembre), en Tunisie (octobre), au Tadjikistan (novembre), au Turkménistan (décembre) et en Ouzbékistan (décembre), l'opposition est soit exclue totalement du scrutin, soit privée de toute participation équitable et de toute possibilité de l'emporter. La Syrie et le Turkménistan demeurent des États à parti unique, où le rôle du parti est consubstantiel à celui de l'État. En dehors de ces deux régions, l'accès au pouvoir est également verrouillé par les autorités lors des élections en Guinée équatoriale (mars) et aux Maldives (novembre).

## Par mois

### Janvier
| Date       | Pays       | Élections      | Contexte | Résultats |
| ---------- | ---------- | -------------- | --- | --- |
| 10 janvier | Kazakhstan | Présidentielle | Le principal candidat d'opposition, Akéjan Kajégueldine, n'est pas autorisé à se présenter, ayant été reconnu coupable de participation à une assemblée publique non autorisée. Les médias soutiennent le président sortant ; les autres candidats peinent à faire campagne.                               | Le président Noursoultan Nazarbaïev (sans étiquette) est réélu avec 81,0 % des voix devant trois autres candidats, dont le communiste Serikbolsyn Äbdildine (11,9 %). Ce dernier dénonce des « fraudes massives ». Des élections législatives ont lieu en octobre. |
| 10 janvier | Slovénie   | Référendum     | Les citoyens sont appelés à voter pour ou contre la construction d'une centrale électrique à charbon. | La proposition est rejetée par 79,8 % des votants. |
| 18 janvier | Grenade    | Législatives   | Élections anticipées, le gouvernement ayant perdu sa majorité parlementaire en raison de la démission de deux ministres l'accusant de corruption. L'opposition fait de la corruption un thème de campagne majeur, mais part divisée, présentant des candidats concurrents dans plusieurs circonscriptions. | Le Nouveau Parti national (conservateur), au pouvoir, remporte la totalité des sièges. Keith Mitchell demeure premier ministre. |
| 20 janvier | Barbade    | Législatives   | | Le Parti travailliste (centre-gauche) accroît sa majorité absolue et remporte presque tous les sièges. Owen Arthur demeure premier ministre. |

### Février
| Date       | Pays    | Élections      | Contexte | Résultats |
| ---------- | ------- | -------------- | --- | --- |
| 10 février | Syrie   | Présidentielle | La Syrie à cette date est une dictature de facto à parti unique, bien que des partis secondaires favorables à la dictature soient autorisés. Les électeurs sont appelés à voter pour ou contre l'unique candidat.                                                        | Hafez el-Assad (parti Baas : baasiste) est réélu avec officiellement 99,998 % de suffrages favorables. |
| 20 février | Nigeria | Législatives   | Ces élections visent à restaurer un gouvernement civil et démocratique, après la mort du dictateur militaire Sani Abacha et une période de gouvernement militaire de transition. Elles sont toutefois entachées de fraudes électorales à large échelle, et de violences. | Le Parti démocratique populaire (conservateur, néolibéral) remporte la majorité absolue des sièges dans les deux chambres. Une élection présidentielle a lieu une semaine plus tard.                                                                                              |
| 27 février | Nigeria | Présidentielle | À l'instar des élections législatives une semaine plus tôt, ce scrutin est marqué par des fraudes électorales à large échelle et des actes de violence. | Olusegun Obasanjo (Parti démocratique populaire : conservateur, néolibéral), ancien dictateur militaire dans les années 1970, est élu avec 62,8 % des voix face à Olu Falae (candidat à la fois de l'Alliance pour la démocratie, progressiste, et du Parti pour tout le peuple). |

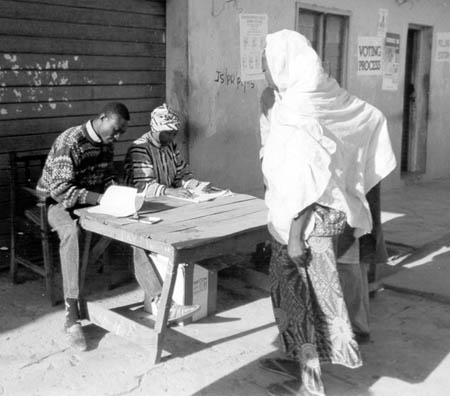
L'élection présidentielle au Nigéria.

### Mars
| Date          | Pays                        | Élections      | Contexte | Résultats |
| ------------- | --------------------------- | -------------- | --- | --- |
| 2 mars        | États fédérés de Micronésie | Législatives   | Il n'y a pas de partis politiques. | Tous les élus siègent sans étiquette. La nouvelle assemblée élit Leo Falcam à la présidence de la République. |
| 7 mars        | Estonie                     | Législatives   | | Parlement sans majorité. Alternance. Le Parti du centre (social-libéral) obtient la majorité relative avec un peu plus d'un quart des sièges. C'est toutefois Mart Laar (Union de la patrie : droite national-conservatrice et chrétienne) qui devient premier ministre, formant un gouvernement de coalition avec le Parti social-démocrate (centre-gauche) et le Parti de la réforme (centre-droit libéral). |
| 7 mars        | Guinée équatoriale          | Législatives   | La Guinée équatoriale n'est généralement pas considérée comme une démocratie. Le président Teodoro Obiang concentre les pouvoirs, l'État est fortement corrompu, les violations des droits de l'homme sont nombreuses et l'opposition ne peut pas fonctionner librement. | Le Parti démocratique (autoritaire, sans idéologie particulière) conserve la quasi-totalité des sièges. |
| 7 mars        | Salvador                    | Présidentielle | | Francisco Flores (ARENA : droite néolibérale) est élu avec 52,0 % des voix devant six autres candidats, dont Facundo Guardado (FMLN : gauche ; 29,1 %). Il succède à Armando Calderón (ARENA). |
| 9 mars        | Antigua-et-Barbuda          | Législatives   | | Le Parti travailliste (centre-gauche) conserve la majorité absolue des sièges. Lester Bird demeure premier ministre. Baldwin Spencer, chef de l'opposition parlementaire et du Parti progressiste unifié (centre-gauche), entame une grève de la faim pour protester contre la domination des médias par le gouvernement. |
| 10 et 11 mars | Tonga                       | Législatives   | Seuls neuf des trente membres de l'Assemblée législative sont élus par le peuple, les autres étant élus par et parmi les nobles ou bien nommés par le roi. | Le Mouvement pour les droits de l’homme et la démocratie (réformiste) remporte cinq des neuf sièges alloués aux élus du peuple. Le baron Vaea, représentant de la noblesse, demeure premier ministre. |
| 19 mars       | Niue                        | Législatives   | | Alternance. Le premier ministre sortant Frank Lui (sans étiquette) perd son siège de député. Le Parti du peuple (sans idéologie définie) forme le nouveau gouvernement, avec Sani Lakatani pour premier ministre. |
| 21 mars       | Finlande                    | Législatives   | | Parlement sans majorité. Le Parti social-démocrate recule mais conserve la majorité relative, avec un quart des sièges. Paavo Lipponen (social-démocrate) demeure premier ministre, conservant son gouvernement de coalition « arc-en-ciel » avec le Parti de la coalition nationale (centre-droit libéral et conservateur), l'Alliance de gauche (éco-socialiste), le Parti populaire suédois de Finlande (centriste, libéral, défendant les intérêts de la minorité d'origine suédoise) et la Ligue verte (centre-gauche écologiste). |
| 21 mars       | Togo                        | Législatives   | Tous les partis d'opposition boycottent le scrutin. Seul le parti au pouvoir et ses alliés y prennent part, ainsi que des candidats indépendants (sans étiquette). | Le parti Rassemblement du peuple togolais, ancien parti unique avant 1991, remporte la quasi-totalité des sièges, les autres revenant à des élus sans étiquette. Eugène Koffi Adoboli devient premier ministre. |
| 30 mars       | Bénin                       | Législatives   | | Parlement sans majorité. Le Parti de la renaissance du Bénin (libéral) conserve la majorité relative des sièges. Le Front d'action pour le renouveau et le développement (centre-gauche), parti du président Mathieu Kérékou, n'obtient que 5,2 % des voix et dix sièges sur quatre-vingt-trois. |

### Avril
| Date     | Pays      | Élections      | Contexte | Résultats |
| -------- | --------- | -------------- | --- | --- |
| 9 avril  | Djibouti  | Présidentielle | Le président Hassan Gouled Aptidon (RPP) ne se représente pas. | Ismail Omar Guelleh (Rassemblement populaire pour le progrès : gauche) est élu avec 74,0 % des voix face à Ahmed-Idriss Moussa (sans étiquette mais soutenu par le Parti national démocratique et le Parti pour le renouveau démocratique, conservateur).                                                                               |
| 15 avril | Algérie   | Présidentielle | Le président Liamine Zéroual (FLN) ne se représente pas. Moins de vingt-quatre heures avant l'ouverture de bureaux de vote, les six candidats d'opposition publient un communiqué commun annonçant leur retrait de l'élection : ils invoquent la crainte de fraudes importantes en faveur du gouvernement. Leurs noms demeurent toutefois sur les bulletins de vote. | Abdelaziz Bouteflika (FLN : centre-gauche) est élu avec 73,8 % des voix. Son principal adversaire Ahmed Taleb Ibrahimi (sans étiquette mais soutenu par le parti interdit Front islamique du salut, salafiste) recueille 12,5 % des voix malgré son retrait.                                                                            |
| 18 avril | Italie    | Référendum     | Les citoyens sont invités à se prononcer sur une proposition de réforme du système électoral. | La proposition est approuvée par 91,5 % des votants. Le taux de participation n'étant toutefois que de 49,6 %, la majorité requise (50 % + 1 des inscrits) n'est pas atteinte, et la réforme n'est pas appliquée. |
| 18 avril | Suisse    | Référendum     | Les citoyens sont invités à se prononcer sur une proposition de nouvelle constitution fédérale. | La proposition est approuvée par 59,2 % des votants. |
| 18 avril | Turquie   | Législatives   | | Parlement sans majorité. Le Parti de la gauche démocratique (DSP ; centre-gauche, kémaliste) obtient la majorité relative des sièges. Bülent Ecevit (DSP) demeure premier ministre, formant un gouvernement de coalition avec le Parti d'action nationaliste (extrême-droite) et le Parti de la mère patrie (conservateur, néolibéral). |
| 25 avril | Venezuela | Référendum     | Les citoyens sont invités à répondre à deux questions : une assemblée constituante doit-elle être convoquée ? et doit-elle être élue selon une procédure donnant à chaque électeur dix suffrages à répartir ? | Les deux questions recueillent une réponse positive, de la part respectivement de 92,4 et de 86,5 % des votants. Les élections qui en résultent se tiennent en juillet. |

### Mai
| Date         | Pays      | Élections                                    | Contexte | Résultats |
| ------------ | --------- | -------------------------------------------- | --- | --- |
| 2 mai        | Panama    | Législatives et présidentielle               | | Alternance à la présidentielle. L'Alliance Nation nouvelle, composée du Parti révolutionnaire démocratique (centre-gauche) et de trois plus petits partis de gauche, libéraux ou écologistes, remporte la majorité absolue des sièges au Parlement. C'est toutefois la candidate de l'alliance de centre-droit « Union pour le Panama », Mireya Moscoso, qui remporte l'élection présidentielle avec 44,8 % des voix face à deux autres candidats, dont Martín Torrijos pour l'ANN (37,8 %). |
| 8 mai        | Islande   | Législatives                                 | | Parlement sans majorité. Le Parti de l'indépendance (libéral-conservateur) conserve la majorité relative des sièges. Davíð Oddsson (PI) demeure premier ministre, conservant son gouvernement de coalition avec le Parti du progrès (centre-droit agrarien). |
| 8 au 15 mai  | Fidji     | Législatives                                 | | Alternance. Le Parti travailliste (centre-gauche, multi-ethnique) remporte la majorité absolue des sièges. Le parti SVT (autochtone, droite) au pouvoir et son allié le PFN (indo-fidjien, agrarien) perdent presque tous leurs sièges. Mahendra Chaudhry (travailliste) devient premier ministre. Il est renversé un an plus tard par un coup d'État, orchestré par une milice autochtone ethno-nationaliste. |
| 17 mai       | Israël    | Législatives et élection du premier ministre | Les citoyens élisent leurs députés, et parallèlement leur premier ministre au suffrage universel direct.                                      | Parlement sans majorité, et très divisé. L'alliance « Un Israël » (centre-gauche) conserve une majorité relative amoindrie, avec à peine plus d'un cinquième des sièges. Ehud Barak (Un Israël), élu premier ministre avec 56,1 % des voix face à Benjamin Netanyahu (Likoud : droite), forme un gouvernement de coalition avec six autres partis allant de la gauche laïque (Meretz) à la droite ultra-orthodoxe (Shas et le parti Judaïsme unifié de la Torah). Ehud Barak démissionne en décembre 2000 après l'éclatement de la seconde intifada, précipitant une élection anticipée pour la direction du gouvernement. |
| 3 et 17 mai  | Népal     | Législatives                                 | | Alternance. Le parti Congrès népalais (centre-gauche) remporte la majorité absolue des sièges, devançant le Parti communiste (marxiste-léniniste unifié) au pouvoir. Krishna Prasad Bhattarai (CN) devient premier ministre. |
| 23 mai       | Moldavie  | Référendum                                   | Les citoyens sont invités à se prononcer sur l'introduction d'un régime présidentiel, accroissant les pouvoirs du président de la République. | La proposition est approuvée par 64,2 % des votants. |
| 15 et 29 mai | Slovaquie | Présidentielle                               | Première élection présidentielle au suffrage universel direct.                                                                                | Alternance. Rudolf Schuster (Parti de l'entente civique : social-libéral) est élu au second tour avec 57,2 % des voix face à Vladimír Mečiar (Mouvement pour une Slovaquie démocratique : national-conservateur). |
| 30 mai       | Arménie   | Législatives                                 | | Le « Bloc de l'unité » (alliance du Parti républicain (droite) et du Parti populaire (centre-droit)) perd sa majorité absolue des sièges, mais conserve la majorité relative. Vazgen Sargsian (Parti républicain) devient premier ministre. Il est assassiné dans l'enceinte du Parlement en octobre ; Aram Sargsian (républicain) lui succède. |

### Juin
| Date          | Pays             | Élections                      | Contexte | Résultats |
| ------------- | ---------------- | ------------------------------ | --- | --- |
| 2 juin        | Afrique du Sud   | Législatives                   | Le président Nelson Mandela (ANC) ne brigue pas un second mandat. | Le parti Congrès national africain (ANC ; centre-gauche) conserve la majorité absolue des sièges. Le Parlement élit Thabo Mbeki (ANC) à la présidence de la République. |
| 7 juin        | Indonésie        | Législatives                   | Premières élections après la fin du « Nouvel Ordre » de Soeharto. Premières élections réellement démocratiques depuis 1955, les partis d'opposition pouvant désormais faire campagne librement.                                     | Parlement sans majorité. Le Parti démocratique de lutte (centre-gauche libéral et social-démocrate) obtient la majorité relative des sièges, devant le Golkar (parti du régime de Soeharto, et du président par intérim B.J. Habibie). En octobre, le Parlement élit Abdurrahman Wahid (Parti du réveil national : libéral-conserveur, musulman-démocrate) à la présidence de la République. En réponse aux manifestations populaires, Megawati Sukarnoputri, cheffe du PDL, est nommée vice-présidente. |
| 11 juin       | Irlande          | Référendum constitutionnel     | Les citoyens sont invités à se prononcer sur une proposition d'amendement constitutionnel requérant que les élections locales se tiennent au minimum tous les cinq ans. Les quatre principaux partis font campagne pour le « oui ». | La proposition est approuvée par 77,8 % des votants, et devient le vingtième amendement à la constitution irlandaise. |
| 13 juin       | Belgique         | Législatives                   | | Parlement sans majorité. Alternance. Le parti Libéraux et démocrates flamands (VLD ; centre-droit) obtient la majorité relative à la Chambre des représentants, devançant d'un seul siège le Parti populaire chrétien (CVP ; centre-droit) jusque-là majoritaire et au pouvoir. Ces deux partis terminent en tête à égalité au Sénat, avec chacun six sièges sur quarante. Guy Verhofstadt (VLD) devient premier ministre, formant un gouvernement de coalition avec le Parti réformateur libéral ainsi qu'avec les deux partis socialistes (wallon et flamand) et les deux partis écologistes (wallon et flamand). C'est le premier gouvernement sous direction libérale depuis 1938, et le premier à ne pas inclure les chrétiens-démocrates depuis 1958. |
| 13 juin       | Luxembourg       | Législatives                   | | Parlement sans majorité. Le Parti populaire chrétien-social (CSV ; centre-droit) conserve la majorité relative des sièges. Jean-Claude Juncker (CSV) demeure premier ministre, en coalition avec le Parti démocratique (centre-droit libéral). |
| 10 au 13 juin | Union européenne | Législatives                   | Élection du Parlement européen, par les citoyens des quinze États membres. | Parlement sans majorité. Alternance. Le groupe du Parti populaire européen et des Démocrates européens (PPE-DE ; conservateurs) obtient la majorité relative des sièges, dépassant le groupe du Parti des socialistes européens (PSE). Le groupe PPE-DE arrive en tête dans cinq États (Allemagne, Pays-Bas, Espagne, Suède, et Royaume-Uni). Les socialistes arrivent en tête en France et au Portugal. Les libéraux du groupe du Parti européen des libéraux, démocrates et réformateurs (ELDR) arrivent en tête au Danemark. Le groupe des Verts/Alliance libre européenne arrive en tête en Belgique. L’Union pour l'Europe des nations (droite eurosceptique) termine en tête en Irlande, en raison du bon résultat du parti Fianna Fáil. Le PSE et le PPE sont à égalité en Autriche, en Grèce, et au Luxembourg ; le PPE et ELDR sont à égalité en Finlande. |
| 15 juin       | Malawi           | Législatives et présidentielle | | Parlement sans majorité. Le Front démocratique uni (centre-gauche) conserve la majorité relative des sièges, manquant d'assez peu la majorité absolue. Le président Bakili Muluzi (FDU) est réélu avec 52,3 % des voix, face à quatre autres candidats dont Gwanda Chakuamba (Parti du congrès : centre-droit ; 45,2 %). |
| 16 juin       | Îles Cook        | Législatives                   | | Parlement sans majorité. Le Parti des îles Cook (centre-gauche), au pouvoir, perd près de la moitié de ses sièges, mais conserve néanmoins la majorité relative. Geoffrey Henry (PIC) demeure initialement premier ministre, formant un gouvernement de coalition avec le Parti de la nouvelle alliance. Une fronde interne à son parti le contraint à démissionner dès juillet ; Joe Williams (PIC) lui succède comme premier ministre. Joe Williams est à son tour contesté, ayant été élu député pour représenter les citoyens expatriés, et ayant résidé principalement en Nouvelle-Zélande. En octobre, le PNA quitte la coalition, privant le gouvernement d'une majorité parlementaire. Une nouvelle coalition rassemble le PNA et le Parti de l'alliance démocratique (libéral). Terepai Maoate (PAD) devient premier ministre.                             |
| 29 juin       | Îles Cook        | Référendum                     | Les citoyens sont invités à se prononcer sur la réduction du mandat législatif à quatre ans au lieu de cinq. | La proposition est approuvée par 64,5 % des votants. La majorité des deux tiers n'ayant pas été atteinte, l'amendement constitutionnel n'est toutefois pas adopté. |

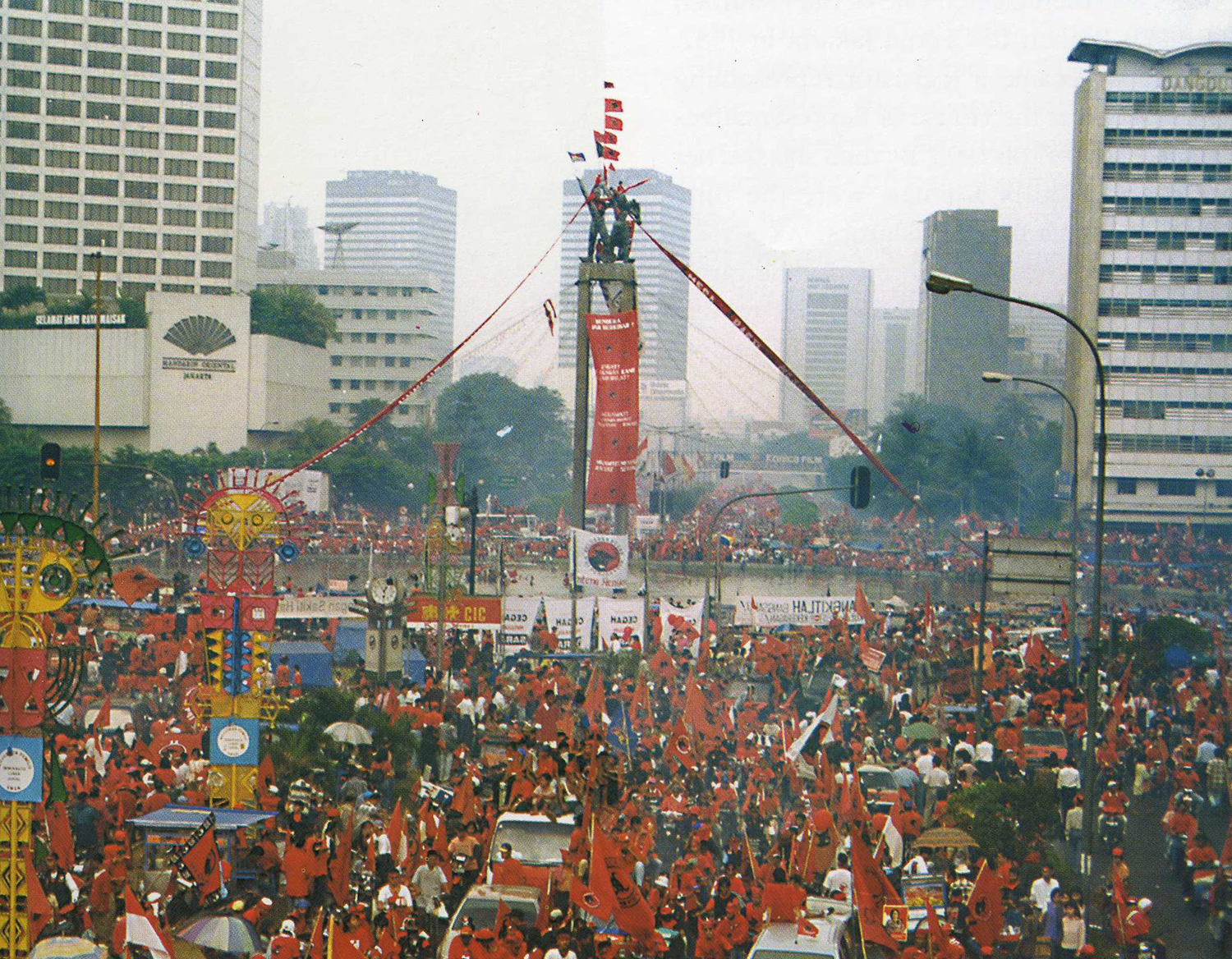
Rassemblement de militants du Parti démocratique de lutte durant la campagne électorale en Indonésie.

### Juillet
| Date       | Pays      | Élections                  | Contexte | Résultats |
| ---------- | --------- | -------------------------- | --- | --- |
| 4 juillet  | Koweït    | Législatives               | Il n'y a pas de partis politiques, mais divers blocs informels. | Parlement sans majorité. Les candidats favorables au gouvernement perdent des sièges et obtiennent le même nombre de sièges que l'opposition laïque, qui effectue une percée. Les autres sièges reviennent principalement à des candidats religieux. Le cheikh et prince héritier Saad al-Abdallah al-Salim al-Sabah demeure premier ministre, poste qu'il occupe depuis 1978. |
| 18 juillet | Niger     | Référendum constitutionnel | Une nouvelle constitution visant à rétablir la démocratie est soumise à l'approbation des citoyens. Elle fait suite au coup d'État militaire pro-démocrate en avril, et à l'assassinat du dictateur Ibrahim Baré Maïnassara. | La constitution est approuvée par 89,6 % des votants. Des élections ont lieu en octobre et novembre. |
| 25 juillet | Venezuela | Législatives               | Élection d'une assemblée constituante. | Les candidats du « Pôle patriotique », qui rassemble notamment le Mouvement Cinquième République (gauche), le parti Mouvement vers le socialisme, le parti Patrie pour tous (gauche) ou encore le Parti communiste, remporte une majorité écrasante des sièges. La constitution que cette assemblée produit est soumise à référendum en décembre.                              |

### Août
| Date    | Pays                      | Élections      | Contexte | Résultats |
| ------- | ------------------------- | -------------- | --- | --- |
| 18 août | Singapour                 | Présidentielle | Le rôle du président est essentiellement cérémoniel ; c'est le premier ministre qui exerce le pouvoir exécutif. La commission électorale ne valide qu'une seule des trois candidatures déclarées.                                                                  | Seul candidat validé, Sellapan Ramanathan (sans étiquette) est déclaré élu sans scrutin. |
| 30 août | Timor oriental (province) | Référendum     | Référendum à l'initiative du gouvernement indonésien. Les habitants de la province du Timor oriental sont appelés à approuver la proposition d'obtenir une plus grande autonomie à l'intérieur de l'Indonésie, ou bien la rejeter et choisir ainsi l'indépendance. | 78,5 % des votants se prononcent contre la proposition indonésienne, et donc pour l'indépendance. Des militants anti-indépendance s'en prennent violemment aux civils, faisant 1 400 morts. Une force de paix australienne sous mandat de l'ONU est déployée dans le pays, qui accède finalement à l'indépendance en 2002. |

### Septembre
| Date         | Pays                      | Élections      | Contexte | Résultats |
| ------------ | ------------------------- | -------------- | --- | --- |
| 16 septembre | Algérie                   | Référendum     | À l'issue de la « décennie noire » marquée par le terrorisme islamiste, le référendum soumet à l'approbation des citoyens une loi dite de Concorde civile, amnistiant les personnes impliquées dans les réseaux de soutien aux terroristes, sans amnistier les terroristes ayant commis directement des assassinats ou des viols. Il s'agit de réintégrer dans la vie civile les personnes ayant renoncé à la violence. | La loi de concorde est approuvée par 98,6 % des votants, avec un taux de participation de 85 %. Des milliers d'islamistes déposent les armes et réintègrent leur foyer. Le mouvement Armée islamique du salut se dissout en 2000. |
| 19 septembre | République centrafricaine | Présidentielle | | Le président Ange-Félix Patassé (Mouvement de libération du peuple : centre-gauche) est réélu dès le premier tour avec 51,3 % des voix, devant neuf autres candidats.                                                             |
| 23 septembre | Yémen                     | Présidentielle | Première élection présidentielle au suffrage populaire direct. Seuls les candidats approuvés par au moins 10 % des députés peuvent concourir. En conséquence, seuls deux candidats sont retenus, tous deux membres du parti Congrès général populaire (centriste). L'un d'eux se présente néanmoins sans l'étiquette du parti, comme candidat d'alternance.                                                             | Ali Abdallah Saleh (CGP) est réélu avec 96,2 % des voix face à Najeeb Qahtan Al-Sha'abi (sans étiquette). |
| 26 septembre | Égypte                    | Présidentielle | L'Assemblée populaire désigne un candidat unique ; les citoyens sont appelés à voter pour ou contre ce choix. | Hosni Moubarak (Parti national démocratique : centriste, autoritaire, laïc), seul candidat, est réélu avec 93,8 % de suffrages favorables.                                                                                        |
| 26 septembre | Tadjikistan               | Référendum     | Les citoyens sont invités à se prononcer sur une nouvelle constitution qui introduit un parlement bicaméral, allonge la durée du mandat présidentiel à sept ans au lieu de cinq, et légalise les partis politiques religieux. | La constitution est approuvée par 75,3 % des votants. |

### Octobre
| Date                     | Pays       | Élections                      | Contexte | Résultats |
| ------------------------ | ---------- | ------------------------------ | --- | --- |
| 3 octobre                | Abkhazie   | Présidentielle                 | L'Abkhazie est un État non-reconnu par la communauté internationale, qui considère son territoire comme faisant partie de la Géorgie. La Commission électorale ne valide qu'une seule des trois candidatures déclarées. Les électeurs ont la possibilité de voter « non » au candidat unique.              | Le président Vladislav Ardzinba (parti Apsny) est réélu avec 99,1 % des voix (0,9 % des votants ayant voté « non »). |
| 3 octobre                | Autriche   | Législatives                   | | Parlement sans majorité. Alternance. Le Parti social-démocrate conserve la majorité relative des sièges, mais perd le pouvoir après trois décennies au gouvernement. Wolfgang Schüssel (Parti populaire : centre-droit) devient chancelier, formant un gouvernement de coalition avec le Parti de la liberté (extrême-droite). C'est la « coalition noire-bleue ». L'entrée de l'extrême-droite au gouvernement suscite l'inquiétude en Europe ; les quatorze autres États membres de l'Union européenne réduisent leurs relations avec le nouveau gouvernement, et le placent formellement sous surveillance. |
| 5 septembre au 3 octobre | Inde       | Législatives                   | Élections anticipation, le gouvernement d'Atal Vajpayee ayant été démis par une motion de censure au Parlement. | Le Bharatiya Janata Party (droite populiste, nationalisme hindou) et ses alliés de l'Alliance démocratique nationale (droite) remportent la majorité absolue des sièges. Atal Vajpayee (BJP) demeure premier ministre. |
| 10 octobre               | Portugal   | Législatives                   | | Le Parti socialiste accroît sa majorité relative, remportant exactement la moitié des sièges et manquant donc d'un seul siège d'obtenir la majorité absolue. António Guterres (PS) demeure premier ministre, à la tête d'un gouvernement minoritaire. |
| 16 octobre               | Botswana   | Législatives                   | | Le Parti démocratique (conservateur) conserve la majorité absolue des sièges. |
| 17 octobre               | Niger      | Présidentielle                 | 1er tour | - |
| 24 octobre               | Argentine  | Législatives et présidentielle | Le président sortant Carlos Menem (Parti justicialiste) tente en vain de faire amender la constitution pour pouvoir se représenter, et doit y renoncer. | Alternance. Parlement sans majorité. La coalition « Alliance pour le travail, la justice et l'éducation » (social-libérale) devance le Parti justicialiste (péroniste) et obtient la majorité relative des sièges. Le candidat de l'Alliance, Fernando de la Rúa, est élu président de la République avec 48,4 % des voix face à neuf autres candidats, dont le candidat justicialiste Eduardo Duhalde (38,3 %). |
| 10 et 24 octobre         | Kazakhstan | Législatives                   | Ces élections législatives font suite à l'élection présidentielle en janvier. | L'alliance du parti Patrie (hétéroclite, autoritaire), du Parti agrarien et du Parti civique remporte la majorité absolue des sièges. Les observateurs déployés par l'OSCE dénoncent un traitement inéquitable des candidats durant la campagne, et les pressions exercés sur les électeurs tentés de soutenir l'opposition. Kassym-Jomart Tokaïev (Patrie) devient premier ministre. |
| 24 octobre               | Suisse     | Législatives                   | | Parlement sans majorité. Le Parti socialiste conserve la majorité absolue des sièges au Conseil national, tandis que le Parti radical-démocratique (conservateur et libéral) conserve la majorité relative au Conseil des États. |
| 24 octobre               | Tunisie    | Législatives et présidentielle | Pour la première fois de l'histoire du pays, il y a plusieurs candidats à l'élection présidentielle. La Tunisie à cette date n'est toutefois pas une démocratie, les partis d'opposition n'ayant pas la possibilité de faire campagne de manière équitable.                                                | Le Rassemblement constitutionnel démocratique (centre-gauche, autoritaire) conserve sa très large majorité des sièges. Mohamed Ghannouchi (RCD) est nommé premier ministre. Zine el-Abidine Ben Ali (RCD) est réélu président de la République avec officiellement 99,5 % des voix. Ses deux adversaires sont perçus comme des candidats de façade qui en réalité le soutiennent. |
| 31 octobre               | Géorgie    | Législatives                   | 1er tour | - |
| 31 octobre               | Macédoine  | Présidentielle                 | 1er tour | - |
| 31 octobre               | Ukraine    | Présidentielle                 | 1er tour | - |
| 31 octobre               | Uruguay    | Législatives et présidentielle | 1er tour de la présidentielle, et tour unique des législatives. | Parlement sans majorité. Alternance. Le Front large (alliance de partis de centre-gauche et de gauche) devance le Parti Colorado (hétéroclite) au pouvoir, et obtient la majorité relative des sièges dans les deux chambres. |
| 31 octobre               | Uruguay    | Référendums                    | Deux propositions sont soumises aux citoyens, à l'initiative du Parlement. La première vise à assurer l'autonomie financière du pouvoir judiciaire vis-à-vis du gouvernement. La seconde, à interdire aux directeurs des entreprises publiques de se présenter comme candidats aux élections législatives. | Les propositions sont rejetées, respectivement par 56,9 et 62,0 % des votants. |

### Novembre
| Date             | Pays             | Élections                      | Contexte | Résultats |
| ---------------- | ---------------- | ------------------------------ | --- | --- |
| 6 novembre       | Australie        | Référendum constitutionnel     | Les citoyens sont invités à se prononcer pour ou contre l'abolition de la monarchie et l'instauration d'une république parlementaire. | La proposition est rejetée par 54,9 % des votants. |
| 6 novembre       | Tadjikistan      | Présidentielle                 | Les observateurs internationaux dénoncent des fraudes, et un accès inéquitable des candidats aux médias. | Le président Emomalii Rahmon (Parti démocratique populaire : centre-gauche, laïc, autoritaire) est réélu avec 97,6 % des voix face à Davlat Usmon (Parti de la renaissance islamique, qui avait combattu contre le gouvernement durant la guerre civile de 1992 à 1997). |
| 7 novembre       | Guatemala        | Législatives et présidentielle | 1er tour de la présidentielle ; tour unique des législatives. | Alternance. Le Front républicain (droite populiste) remporte la majorité absolue des sièges au Congrès. |
| 13 novembre      | Lettonie         | Référendum                     | Le référendum propose l'abrogation d'une loi adoptée en août qui recule l'âge légal de départ à la retraite, et supprime les pensions de vieillesse pour les retraités ayant encore une activité salariée. | La proposition d'abrogation est soutenue par 94,6 % des votants. |
| 7 et 14 novembre | Géorgie          | Législatives                   | 2d tour. La région de l'Abkhazie ayant déclaré sécession, les élections ne s'y déroulent pas, et les députés abkhazes élus au Parlement géorgien en 1992 conservent leur siège. | Le parti Union des citoyens, qui disposait d'une majorité relative des sièges, remporte cette fois la majorité absolue. Vazha Lortkipanidze demeure premier ministre. |
| 14 novembre      | Macédoine        | Présidentielle                 | 2d tour | Alternance. Boris Trajkovski (VMRO-DPMNE : droite) est élu avec 53,2 % des voix face à Tito Petkovski (Union sociale-démocrate : centre-gauche). |
| 14 novembre      | Ukraine          | Présidentielle                 | 2d tour | Leonid Koutchma (sans étiquette, autoritaire, libéral en économie) est réélu avec 57,7 % des voix face à Petro Symonenko (Parti communiste). |
| 19 novembre      | Maldives         | Législatives                   | Il n'existe pas de partis politiques. Le pays à cette date est un régime autoritaire. | Tous les députés sont élus sans étiquette. |
| 22 novembre      | Îles Marshall    | Législatives                   | Il n'existe pas de partis politiques. | Tous les députés sont élus sans étiquette. La nouvelle assemblée reflète toutefois un changement de majorité, et élit Kessai Note à la présidence de la République. Il est le premier roturier à accéder à ce poste. |
| 24 novembre      | Niger            | Législatives et présidentielle | 2d tour de la présidentielle, et tour unique des législatives. Ces élections font suite au coup d’État du 9 avril et à l'assassinat du dictateur et général Ibrahim Baré Maïnassara. Un gouvernement de transition a organisé ces élections pour un retour à la démocratie. | Parlement sans majorité. Le Mouvement national pour la société du développement (centre-droit, ancien parti unique) remporte une majorité relative des sièges. Mamadou Tandja (MNSD) est élu président de la République avec 59,9 % des voix face à Mahamadou Issoufou (Parti pour la démocratie et le socialisme : centre-gauche). |
| 27 novembre      | Nouvelle-Zélande | Législatives                   | | Parlement sans majorité. Alternance. Le Parti travailliste (centre-gauche) devance le Parti national (centre-droit, libéral) de la première ministre Jenny Shipley, et obtient la majorité relative des sièges. Il forme un gouvernement de coalition minoritaire avec le parti Alliance (gauche), soutenu par le Parti vert (gauche écologiste) afin d'avoir la confiance d'une majorité des députés. Helen Clark (travailliste) devient première ministre. |
| 27 novembre      | Nouvelle-Zélande | Référendums                    | Deux référendums simultanés se tiennent le même jour que les élections législatives. Tous deux sont d'initiative citoyenne. La première mesure proposée consiste à introduire des peines de travaux forcés pour les personnes reconnues coupables de crimes ou de délits « sérieux et violents », et de faire en sorte que les victimes obtiennent restitution. L'autre propose de réduire le nombre de députés à quatre-vingt-dix-neuf au lieu de cent-vingt. | La première proposition est approuvée par 91,8 % des votants. Le référendum n'a toutefois pas de portée contraignante, et la mesure n'est pas adoptée par le gouvernement. La seconde est approuvée par 81,5 % des votants, mais la mesure n'est pas non plus appliquée. |
| 28 novembre      | Guinée-Bissau    | Législatives et présidentielle | 1er tour de la présidentielle ; tour unique des législatives. Ces élections font suite à la guerre civile qui s'est achevée en mai avec la démission contrainte du président João Bernardo Vieira (PAI). Un gouvernement d'union nationale de transition est en place de mai à novembre. | Alternance. Parlement sans majorité. Le Parti pour le renouveau social (centre-gauche) obtient la majorité relative des sièges. Le Parti africain pour l'indépendance (gauche) perd le pouvoir pour la première fois, relégué à la troisième place. Le second tour de l'élection présidentielle a lieu le 16 janvier 2000. |
| 28 novembre      | Uruguay          | Présidentielle                 | 2d tour. Le président sortant Julio María Sanguinetti (Parti Colorado) ne se représente pas. | Jorge Batlle Ibáñez (Parti Colorado : hétéroclite) est élu avec 54,1 % des voix face à Tabaré Vázquez (Front large : alliance de partis de centre-gauche et de gauche). |
| 29 novembre      | Malaisie         | Législatives                   | | Le Front national (droite) conserve la majorité absolue des sièges. Mahathir Mohamad demeure premier ministre. |

### Décembre
| Date                        | Pays         | Élections                      | Contexte | Résultats |
| --------------------------- | ------------ | ------------------------------ | --- | --- |
| 30 novembre et 1er décembre | Namibie      | Législatives et présidentielle | | Le parti SWAPO (gauche) conserve une large majorité des sièges. Le président Sam Nujoma (SWAPO) est réélu avec 76,8 % des voix face à trois autres candidats. |
| 3 au 5 décembre             | Mozambique   | Législatives et présidentielle | | Le parti FRELIMO (gauche) conserve la majorité absolue des sièges. Le président Joaquim Chissano (FRELIMO) est réélu avec 52,2 % des voix face à Afonso Dhlakama (RENAMO : droite). |
| 12 décembre                 | Chili        | Présidentielle                 | 1er tour | - |
| 12 décembre                 | Turkménistan | Législatives                   | Le Turkménistan à cette date est une dictature à parti unique. Le parti présente en moyenne deux candidats par siège à pourvoir, et invite les électeurs à les départager. Aucune candidature d'opposition n'est possible. | Le Parti démocratique (autoritaire, nationaliste, laïc) conserve automatiquement tous les sièges. La nouvelle assemblée proclame Saparmyrat Nyýazow président à vie. |
| 15 décembre                 | Venezuela    | Référendum                     | Les citoyens sont invités à voter pour ou contre une proposition de nouvelle constitution. Celle-ci garantit notamment de nouveaux droits humains, dont l'accès gratuit à la santé et à l'éducation (y compris à l'enseignement supérieur), le droit à un environnement sain, et le droit des communautés autochtones de pratiquer leur culture. | La constitution est approuvée par 71,8 % des votants. Elle introduit la Cinquième République, produit de la « Révolution bolivarienne ». |
| 5 et 19 décembre            | Ouzbékistan  | Législatives                   | Le pays à cette date est un régime autoritaire. Toute opposition politique réelle est réprimée ; les partis autorisés sont ceux qui soutiennent le gouvernement. | Le Parti démocratique populaire recule mais conserve la majorité relative des sièges revenant aux députés élus au suffrage universel direct. 44 % des sièges reviennent à des membres nommés par les conseils locaux, en principe sans étiquette mais le plus souvent liés au PDP, permettant à ce dernier de contrôler l'assemblée. Oʻtkir Sultonov (PDP) demeure premier ministre. |
| 19 décembre                 | Russie       | Législatives                   | | Parlement sans majorité. Le Parti communiste conserve la majorité relative des sièges. C'est néanmoins Vladimir Poutine qui demeure premier ministre, à la tête d'un gouvernement de coalition de partis conservateurs et néo-libéraux. |
| 21 décembre                 | Sri Lanka    | Présidentielle                 | Cette élection se déroule durant la longue guerre civile qui oppose le gouvernement aux séparatistes tamouls. La présidente Chandrika Kumaratunga survit à une tentative d'assassinat orchestrée par les Tigres tamouls trois jours avant le scrutin, et y perd un œil.                                                                          | Chandrika Kumaratunga (Parti de la liberté : centre-gauche) est réélue présidente de la République avec 51,1 % des voix face à douze autres candidats, dont Ranil Wickremesinghe (Parti national uni : centre-droit ; 42,7 %). |
| 26 décembre                 | Guatemala    | Présidentielle                 | 2d tour | Alternance. Alfonso Portillo (Front républicain : droite populiste) est élu avec 68,3 % des voix face à Óscar Berger (Parti de l'avance nationale : droite), candidat de la majorité sortante. |